# Теплица
Теплица (на украински: Теплиця; на руски: Теплица; на румънски: Toplița; на немски: Teplitz) е село в Южна Украйна, Одеска област, Болградски район. Заема площ от 2,83 км2. Населено е от българи и украинци.

## География
Селото се намира в историческата област Буджак (Южна Бесарабия). Разположено е край десния бряг на река Когилник, на 13 километра западно от Арциз и на 6,5 километра югоизточно от Садове.

## История
Селото е основано през 1817 година от немски колонисти.

## Население
Населението на селото според преброяването през 2001 г. е 1672 души.

### Езици
Численост и дял на населението по роден език, според преброяването на населението през 2001 г.:
| Роден език | Численост | Дял (в %) |
| Общо       | 1672      | 100.00    |
| Руски      | 1042      | 62.32     |
| Украински  | 347       | 20.75     |
| Български  | 192       | 11.48     |
| Гагаузки   | 50        | 2.99      |
| Молдовски  | 37        | 2.21      |
| Румънски   | 2         | 0.11      |
| Беларуски  | 1         | 0.05      |
| Други      | 1         | 0.05      |